# Ultra Vivid Scene
Ultra Vivid Scene est un groupe américain de rock alternatif, originaire de New York, actif entre 1987 et 1993. Formé par Kurt Ralske, le groupe enregistre trois albums (Ultra Vivid Scene, Joy 1967-1990 et Rev), et quelques EP. Parmi ses membres figure Richard Melville Hall (alias Moby).

## Histoire
Kurt Ralske, ancien guitariste des groupes Nothing but Happiness et Crash, forme Ultra Vivid Scene en 1986, est signé chez 4AD en 1988, et sort le premier EP, She Screamed, en 1988. Le premier album Ultra Vivid Scene sorti en octobre 1988, est écrit, produit et interprété entièrement par Ralske, dont les influences incluent The Velvet Underground et The Jesus and Mary Chain. Le deuxième album, Joy 1967-1990, sort en avril 1990. Le même mois, ils jouent leurs premières dates de tournée au Royaume-Uni.
Le dernier album, Rev, sort en octobre 1992 et est interprété par un groupe composé de Julius Klepacz (batterie) et Jack Daley (basse) avec Ralske au chant et à la guitare. Cet album est repris par l'empreinte Chaos de Columbia Records (Sony Music Distribution) à l'époque où son rival Warner Bros. avait un certain succès avec les relations 4AD de ses labels (4AD/Sire, 4AD/Elektra, 4AD/Reprise).
En tant que groupe live, Ultra Vivid Scene ne joue qu'une poignée de dates américaines à l'appui du premier album en 1989. Le deuxième album est soutenu par un mois de tournée en Europe et deux mois aux États-Unis. 1993 assiste à un mois de dates de tournée aux États-Unis pour le troisième et dernier album.
Kurt Ralske continue de travailler en solo, et produit également des albums pour des artistes tels que Rasputina, Ivy et Charles Douglas. Son dernier effort musical connu est sa sortie solo Amor 0 + 01 en 2001. Depuis lors, Ralske travaille comme artiste visuel.

## Clips
Dans le clip Mercy Seat, un jeune Moby apparaît jouant de la guitare, alors qu'il jouait avec le groupe au moment de la sortie de ce single. Le clip de la chanson Special One, sorti en 1990, met en vedette la chanteuse invitée Kim Deal des Pixies.

## Discographie

### Albums studio
- 1988 : Ultra Vivid Scene (4AD)
- 1990 : Joy 1967-1990 (4AD)
- 1992 : Rev (4AD)

### Singles
- 1986 : Slow You Down
- 1988 : She Screamed (14e place du UK Indie Chart[5])
- 1989 : Mercy Seat (13e place du UK Indie Chart[5])
- 1989 : Something to Eat (promo)
- 1990 : Staring at the Sun
- 1990 : It Happens Every Time
- 1990 : Special One (featuring Kim Deal)
- 1993 : Blood and Thunder